# Deutsche Schachzeitung
Deutsche Schachzeitung (Дойче шахцайтунг — «Немецкий шахматный журнал») — первый немецкий ежемесячный шахматный журнал. На момент издания последнего номера (январь 1989) — старейший из существующих шахматных журналов мира. Издавался с июля 1846: первоначально под названием «Schachzeitung» — орган Берлинского шахматного общества, с 1872 — под современным названием.
Первый редактор — Л. Бледов (2 номера), последующие — В. Ганштейн, О. фон Оппен, А. Андерсен, М. Ланге, К. фон Барделебен, З. Тарраш, И. Бергер, К. Шлехтер и другие. В 1850-х годах часто публиковал статьи русских шахматистов — К. Яниша, А. Петрова и других. В 1944 году издание прекратилось, в октябре 1950-го — возобновилось в Западном Берлине и продлилось до 1988 года; редактор издания — Р. Тешнер (1950—1988).
В 1989 году по финансовым причинам влился в журнал Schach-Report, который, в свою очередь, в 1996 году был поглощён журналом Schach, существующим и поныне и являющимся ведущим немецким периодическим изданием о шахматах.
В 1985 году швейцарское издательство Edition Olms издало сборник всех номеров журнала по 1944 год. Век шахматной истории уместился в 29 томах на 39175 страницах.